# Giuseppe Nathan
Giuseppe Nathan (1848 – Roma, 1881) è stato un politico e militare italiano.

## Biografia
Figlio di Mayer Moses e di Sarah Levi, influenzato da Mazzini e agli ideali liberali. Partecipò alla campagna di guerra del 1866; nel 1869 venne arrestato per un'organizzazione di moti insurrezionali e detenuto nel carcere giudiziario di Milano.
Dopo la sua scarcerazione accompagnó Mazzini nei vari luoghi e visse assieme a lui vicino a Lugano. Tuttavia, andò a Londra, per la morte dolorosa di sua moglie e di sua figlia nel 1874; partecipò in particolare alla Federazione britannica continentale per migliorare la condizione delle prostitute, fondando anche una versione italiana del comitato italiano. Quando morì suo fratello Ernesto - sindaco di Roma dal 1907 al 1913 - prese il suo incarico.
La corrispondenza fu formata per lo più dalle lettere di Joe alla sorella Janet durante il periodo trascorso in carcere nel 1869 e quello precedente la morte di Mazzini, con frequenti cenni a "Pippo".